# Dáfni (Attique)
Pour les articles homonymes, voir Dafni (homonymie).
Dáfni, en grec moderne : Δάφνη, est une municipalité du dème de Dáfni-Ymittós, dont elle est le siège, en banlieue d'Athènes, en Grèce. Selon le recensement de 2011, la population de Dáfni compte 22 913 habitants.